# Teresa Tingbrand
Maria Teresa Tingbrand, född 30 april 1975 i Piteå, är en svensk illustratör och journalist. Hon är mest känd som tecknaren bakom serien Ett päron till morsa, som också gavs ut i bokform på Ordalaget bokförlag 2018 under titeln Päronmorsan, Peps och jakten på den försvunna fjärrkontrollen.  Tingbrand har också illustrerat andra författares texter, bland annat Kristina Murray Brodins bok Jag älskar min pappa ändå.
Tingbrand var tillsammans med Mysia Englund programledare för programmet Nöjessvepet, som sänds i Aftonbladet TV7. Dessutom ledde hon "Film" på Aftonbladet TV.